# أونداي
أونداي هي بلدة فرنسية تقع في إقليم البرانيس الأطلسية في منطقة آكيتين الجديدة جنوب غرب فرنسا.